# 奥永美香
奥永 美香（おくなが みか、1982年10月27日 - ）は、福岡県生まれ、大分県東国東郡（現国東市）出身の陸上競技選手。元九電工陸上競技部所属（2001年4月〜2013年3月）。現在は《湯布院ハンモックAC》〈兵庫ハンモックＡＣ〉監督兼任選手。
武庫川女子大学コーチ
現《瀬口美香》

## 略歴
大分県立鶴崎工業高等学校入学後、本格的に陸上競技を始める。高校1年で九州新人陸上800m2位、大分県高校駅伝区間賞の記録を残した後、高校2年では大分県高校陸上3000mと800mで2冠、1500mと5000mでは大分県高校記録樹立。ほかに熊本国体1500m8位などの記録を残す。高校3年の時は大分県高校陸上3000mと800mでそれぞれ2連覇を達成、インターハイ北九州大会3000m優勝、富山国体3000m2位と1500m4位、日本ジュニア陸上3000m2位と1500m4位のほか、1500m、3000m、5000m、10000mで大分県高校記録樹立。
2001年九電工入社後、2001年アジアクロスカントリー選手権4km優勝、九州選手権5000m優勝、全日本実業団陸上jr3000m3位などの記録を残す。2002年は北京国際女子駅伝日本代表、九州実業団女子駅伝初優勝(以降6連覇する）全日本実業団陸上1500m4位。国際千葉駅伝日本代表などさらに飛躍。5000m福岡県記録樹立。2003年には中距離から長距離へと移行。10000m、ハーフマラソンに挑戦。2004年は停滞の年となったものの長距離種目での経験値を増やす。2005年ついにフルマラソンへ向けて始動。青梅30kmロードレース優勝。長距離で力をつけながらも5000m、10000mでも自己記録更新。2006年大阪国際女子マラソンにて初マラソン７位。宮崎女子ハーフマラソン優勝。日本選手権5000m４位。2007年熊日30㎞ロードレース優勝。名古屋国際女子マラソン8位。全日本実業団女子駅伝初入賞8位。2008年は福岡県選手権1500m優勝に始まり大阪国際6位と中距離からフルマラソンまで好成績をおさめた。2009年には初めての海外マラソン。ロンドンマラソンを経験。スタート直後からメダリスト集団に果敢について行き世界レベルのレースを体感したがハーフ手前で失速。2時間36分台のゴールとなった。(ワースト記録)2010年名古屋国際女子マラソン７位。2011年大阪国際女子マラソン6位。2012年九州実業団陸上10000m初優勝。2013年3月全日本実業団ハーフマラソンで引退。

### その他
数々の国内マラソンでは全て入賞。全日本実業団駅伝10回出場、全日本実業団陸上10回出場、日本選手権陸上９回出場と長きに渡り第一線で活躍した。
2013年3月　全日本実業団ハーフマラソンにて現役引退。4月より福岡市を拠点にした市民アスリートクラブチーム「湯布院ハンモックAC」設立、監督兼選手として競技を続けている。
2015年結婚し兵庫県で中学生の指導者となる。
2018年マスターズ400m兵庫県記録樹立。
全日本マスターズ駅伝優勝。
2019年兵庫県でも「兵庫ハンモックAC」を設立し幅広くランニング活動をしている。

## 主な成績
- 2001年4月 - アジアクロスカントリー大会 日本代表 優勝
- 2002年3月 - 北京国際女子駅伝 日本代表 2位
- 2003年11月 - 国際千葉駅伝 日本代表 2位
- 2006年1月 - 宮崎女子ロードレース 優勝
- 2006年1月 - 大阪国際女子マラソン 7位
- 2007年3月 - 名古屋国際女子マラソン 8位
- 2008年1月 - 大阪国際女子マラソン 7位
- 2009年1月 - 大阪国際女子マラソン 6位
- 2009年4月 - ロンドンマラソン 14位
- 2010年3月 - 名古屋国際女子マラソン 7位
- 2011年1月 - 大阪国際女子マラソン 6位
- 2013年4月 - 長野マラソン4位
- 2013年8月 - 北海道マラソン16位
- 2013年10月 - 大阪マラソン
- 2014年2月 - 別大マラソン6位
- 2014年2月 - 東京マラソン
- 2014年4月 - 長野マラソン
- 2015年2月 - 別大マラソン3位

- 201年月 - マラソン位
- 201年月 - マラソン位
- 201年月 - マラソン位
- 201年月 - マラソン位